# Districtul Thepha
Thepha (în thailandeză เทพา) este un district (Amphoe) din provincia Songkhla, Thailanda, cu o populație de 69.278 de locuitori și o suprafață de 978,0 km².

## Componență
Districtul este subdivizat în 7 subdistricte (tambon), care sunt subdivizate în 65 de sate (muban).
| Nr. | Nume      | În thailandeză | Sate | Locuitori |
| --- | --------- | -------------- | ---- | --------- |
| 1.  | Thepha    | เทพา           | 8    | 11,667    |
| 2.  | Pak Bang  | ปากบาง         | 8    | 08,673    |
| 3.  | Ko Saba   | เกาะสะบ้า       | 8    | 05,310    |
| 4.  | Lam Phlai | ลำไพล          | 11   | 14,003    |
| 5.  | Tha Muang | ท่าม่วง          | 14   | 15,778    |
| 6.  | Wang Yai  | วังใหญ่          | 8    | 06,616    |
| 7.  | Sakom     | สะกอม          | 8    | 07,231    |